# Fabio Testi
Fabio Testi, född 2 augusti 1941 i Peschiera del Garda, Veneto, är en italiensk skådespelare och sångare.

## Roller i urval
- 1970 – Den förbjudna trädgården
- 1973 – Revolver
- 1973 – Sista chansen
- 1974 – Nada - en terroristgrupp
- 1976 – Il grande racket
- 1980 – The Smuggler
- 1980 – 006 - agentbruden
- 1984 – Farlig brännpunkt
- 1985 – Dubbelspel
- 1992 – Spanska trappan (TV-serie)
- 2010 – Letters to Juliet
- 2012 – Kommissarie Rex (TV-serie)